# Рыжухино (Вологодская область)
Рыжухино — деревня в Кичменгско-Городецком районе Вологодской области.
Входит в состав Енангского сельского поселения, с точки зрения административно-территориального деления — в Нижнеенангский сельсовет.
Расстояние по автодороге до районного центра Кичменгского Городка составляет 61 км, до центра муниципального образования Нижнего Енангска — 9 км. Ближайшие населённые пункты — Климовщина, Митино, Аксеновщина.
Население по данным переписи 2002 года — 1 человек.